# Paulette Dubost
Paulette Dubost, född 8 oktober 1910 i Paris, död 21 september 2011 i Longjumeau, var en fransk skådespelare. Hon började sin karriär som sjuåring på L'Opéra Garnier 1917 och var sedan aktiv fram till 2007. Hon arbetade med regissörer som Jean Renoir, Jacques Tourneur, Marcel Carné, Julien Duvivier, Preston Sturges och Max Ophüls. En av hennes mest kända roller var som Lisette i Renoirs La Règle du jeu.

## Filmografi (urval)
- 1926 – Nana
- 1932 – Service de nuit
- 1935 – Attentatet
- 1939 – Bécassine
- 1939 – La Règle du jeu
- 1946 – Älska mej, odjur!
- 1949 – Ma tante d'Honfleur
- 1955 – Lola Montez – kurtisanen
- 1959 – Frukost i det gröna
- 1984 – När var tar sin (originaltitel Deux filles sur un banc)
- 1990 – Några dagar i maj
- 1996 – De 101 nätterna
- 1999 – Augustin, roi du Kung-fu
- 2000 – Les savates du bon dieu (Workers for the Good Lord)
- 2005 – Les yeux clairs
- 2007 – Curriculum (kortfilm)